# Kurt Bildstein
Kurt Bildstein (* 19. August 1928 in Konstanz; † 26. Januar 2025) war ein deutscher Maler. Er lebte zuletzt in Ettenheim im Südwesten Baden-Württembergs.

## Herkunft
Kurt Bildstein wurde am 19. August 1928 in Konstanz geboren. Seine frühe Kindheit verbrachte er in Waldshut, bevor seine Eltern in seinem elften Lebensjahr nach Ettenheim umzogen.

## Berufliche Laufbahn
Kurt Bildstein ließ sich in Offenburg zum Maler und Restaurator ausbilden und arbeitete bis 1950 als Geselle. Von 1950 bis 1954 studierte er an der Kunstakademie Freiburg (später eine Außenstelle der Staatlichen Akademie der Bildenden Künste Karlsruhe). 1951 wurde Kurt Bildstein der Hans-Thoma-Preis, heute Staatspreis des Landes Baden-Württemberg, verliehen. Von 1954 bis 1956 war er als freischaffender Kunstmaler in Ettenheim tätig. 1956 eröffnete er einen kunstgewerblichen Betrieb für Restaurierungen und leitete diesen bis 1987. Ab 1987 arbeitete er wieder als freischaffender Kunstmaler.

## Ausstellungen (Auswahl)
- 1963 Hans-Thoma-Museum, Bernau
- 1990 Kunstverein, Oberkirch
- 1993 Rathaus, Ettenheim (Retrospektive zum 65. Geburtstag)
- 2001 Kornhaus, Freiburg im Breisgau
- 2007 Sparkasse, Offenburg
- 2016 kleine galerie, Ettenheim (Kunst der frühen Jahre 1939–1952)
- 2017 Hans-Thoma-Museum, Bernau (Retrospektive zum 90. Geburtstag)

## Auszeichnungen und Preise
- 1951 Hans-Thoma-Preis des Landes Baden-Württemberg
- 2012 Verdienstmedaille der Stadt Ettenheim
- 2018 Kulturpreis der Stadt Ettenheim

## Werke
- «Netzwerk» (Acryl), im Privatbesitz
- «Mankind and Mankind» (Siebdruck mit Gold), Neujahrsblatt für das Grafische Forum Zürich, im Privatbesitz